# 鄭源渙
鄭源渙（1488年—？），字與聚，號西巖，福建福州府長樂縣人，民籍，明朝政治人物。

## 生平
正德十一年（1516年）丙子科福建鄉試第七十五名舉人，十二年（1517年）聯捷丁丑科會試第一百三十九名，二甲第六十三名進士。通政司觀政，授刑部主事，升郎中，出為建昌府知府，嘉靖十年（1531年）八月因涉吏部郎中夏良勝案，降調高州府同知，升桂林府知府。

## 家族
曾祖鄭烜；祖父鄭坦，贈知縣；父鄭錫文，廣西右布政使。母高氏（封孺人）；繼母徐氏。具慶下。兄鄭源濬、鄭源浙、鄭源江、鄭源滇。